# FIVB Challenger Cup vrouwen 2018
De FIVB Challenger Cup vrouwen 2018 was de eerste editie van deze volleybalcompetitie dat diende als kwalificatietoernooi voor editie van 2019 van de FIVB Nations League. Aan het toernooi namen zes landen deel. Het toernooi vond plaats in Lima, Peru van 20 tot en met 24 juni .

## Gekwalificeerde teams
Peru werd als gastland aangewezen vanuit het FIVB-hoofdkantoor in Lausanne, Zwitserland.
| Manier van kwalificatie                | Data                | Locatie   | Aantal plaatsen | Gekwalificeerde landen |
| -------------------------------------- | ------------------- | --------- | --------------- | ---------------------- |
| Gastland                               | juni 2018           | Lausanne  | 1               | Peru                   |
| Europees kwalificatietoernooi          | 19 mei-15 juni 2018 | Boedapest | 2               | Bulgarije Hongarije    |
| Noord-Amerikaanse kwalificatietoernooi | 17-20 mei 2018      | Edmonton  | 1               | Puerto Rico            |
| Zuid-Amerikaans kwalificatietoernooi   | 25-27 mei 2018      | Lima      | 1               | Colombia               |
| Aziatisch kwalificatietoernooi         | 18-20 mei 2018      | Almaty    | 1               | Australië              |

## Eindronde
- bij winst met 3-0 of 3-1: 3 punten voor de winnaar, 0 punten voor de verliezer
- bij winst met 3-2: 2 punten voor de winnaar, 1 punt voor de verliezer
- top-2 van elke poule plaatst zich voor de halve finales

### Groep 1
|      |           |     | Wedstrijden | Wedstrijden | Set punten | Set punten | Set punten | Sets | Sets | Sets  |
| Rank | Team      | Pts | W           | L           | W          | L          | Ratio      | W    | L    | Ratio |
| ---- | --------- | --- | ----------- | ----------- | ---------- | ---------- | ---------- | ---- | ---- | ----- |
| 1    | Colombia  | 6   | 2           | 0           | 6          | 0          | MAX        | 151  | 87   | 1.736 |
| 2    | Peru      | 3   | 1           | 1           | 3          | 3          | 1.000      | 126  | 127  | 0.992 |
| 3    | Hongarije | 0   | 0           | 2           | 0          | 6          | 0.000      | 90   | 153  | 0.588 |

### Groep 2
|      |             |     | Wedstrijden | Wedstrijden | Set punten | Set punten | Set punten | Sets | Sets | Sets  |
| Rank | Team        | Pts | W           | L           | W          | L          | Ratio      | W    | L    | Ratio |
| ---- | ----------- | --- | ----------- | ----------- | ---------- | ---------- | ---------- | ---- | ---- | ----- |
| 1    | Bulgarije   | 6   | 2           | 0           | 6          | 0          | MAX        | 150  | 92   | 1.630 |
| 2    | Puerto Rico | 3   | 1           | 1           | 3          | 3          | 1.000      | 125  | 119  | 1.050 |
| 3    | Australië   | 0   | 0           | 2           | 0          | 6          | 0.000      | 86   | 150  | 0.573 |

### Halve finale
| Team 1    | Res. | Team 2      |
| --------- | ---- | ----------- |
| Colombia  | 3-1  | Puerto Rico |
| Bulgarije | 3-0  | Peru        |

### Finale
| Team 1   | Res. | Team 2    |
| -------- | ---- | --------- |
| Colombia | 1-3  | Bulgarije |